# かすみ温泉
かすみ温泉（かすみおんせん）は、秋田県由利本荘市葛岡字落合にある温泉。

## 泉質
- 単純硫黄冷鉱泉
  - 泉温　12.4℃

## 温泉地
国道105号を南に山へ進んだ先に一軒宿の「かすみ温泉」が佇む。内風呂のみで、日帰り入浴可能。
宿の裏には、県指定天然記念物「葛岡のカスミ桜」がある。

## アクセス
秋田自動車道大曲ICから、国道105号経由で60分。
日本海東北自動車道本荘ICから、国道105号経由で35分。